# خوجة أحمد يسوي
أحمد يسوي أو عطا يسوي (بالكازاخية: Қожа Ахмед Яссауи، بالأوزبكية: Xoja Ahmad Yassaviy) ساريام 1093، تركستان (ياسي) 116. هو شاعر ومتصوف تركي.
خوجه أحمد يسوي شاعر وفيلسوف تركي ولد سنة 1093-1166 في مدينة تركستان الواقعة حاليا في جمهورية كازخستان
كان أول شاعر اشتهر بالكتابة باللهجة التركية المحلية. كاتب المخطوطة هو إبراهيم ابن محمود، وهو والد خوجه أحمد يسوي وكان شيخاً مشهوراً في إسفيجاب (سايرام حالياً في كازاخستان)، المدينة التي ولد فيها خوجه أحمد يسوي. وقد عُرف بالصلاح طوال حياته وكان الجميع يتهافتون عليه من جميع أنحاء آسيا الوسطى تبجيلاً له. ولقد قضى السنوات الأخيرة من عمره في حجرة صغيرة تحت الأرض تسمى خلوة. وقد أصبح ضريحه لاحقاً مزاراً وموقعاً من مواقع التراث العالمي التابعة لليونيسكو. تمت كتابة هذه المخطوطة في عام 1099 هجرية (1687-1688 ميلادية) بخط النستعليق، ويظهر اسم آخر ناسخ قام بكتابتها، وهو مراد ملا تنكربردي ابن يار محمد حاجي، في نهاية المخطوطة. يُظهر الجانب الآخر للمخطوطة ختماً غريباً، يصوِّر أوراقاً نباتية. في منتصف الختم، يوجد نقش للاسم؛ سلطان أحمد يسوي، تحيط به أسماء تلاميذه العشرة

## عنه
حمل الخوجه أحمد يسوى لقب أول أكبر متصوف تركي معروف في التاريخ، واسمه الكامل: أحمد بن إبراهيم بن إلياس اليسوى العلوي الحنفي، المشهور بسيد تركستان"، وقد أسس الطريقة الصوفية المعروفه باليسوية وكان مرشده هو"حاجى يوسف الحمدانى" عالم الدين المتصوف على المذهب الحنفي.
تأثر تأثرا عميقاً جداً بطرق التعاليم التي ظهرت بالطريقة النقشبندية من أهل السنة والجماعة وبالطريقة البكتاشية.

## شخصيته
تعلم بمدارس قويه وبالإضافة إلى التصوف قد كان على درايه تامه بالعلوم الدينيه أيضاً. والده هو سليل علي بن أبي طالب «الشيخ إبراهيم» وأما مرشده هو أحد علماء الحنفية الصوفية الشيخ خواجه أبو يعقوب يوسف الهمدانى. «خواجه أحمد يسوى» المحبوب والمشهور في الأناضول بالرغم أنه لم يأتى إلى الأناضول أبداً، وفقا للراى مشترك قد أحدث تأثيراً كبيراً على التيارات الصوفية الموجود في الأناضول والمدارس الأناضوليه مثل جلال الدين الرومى، حاج بكتاش ولي، سيد محمد بن إبراهيم عطا. لم يقتصر على منطقه معينه كما فعل بعض العلماء الاخرين فقد حاول أن يشرح معتقدات وتعاليم الشعب الأصلى والبدو الرحل وأساليبهم وعاداتهم واللغة التي يستطيعو فهمها فيما بينهم.

## حياته
أحمد يسوى الذي ولد في مدينه سايرام قرب مدينه تركستان والذي أحتل مكاناً مهماً في الحياه المدنيه والسياسيه والاجتماعيه والأقتصاديه في عهد حكومه القراخانات التي أستمرت بآسيا الوسطى، ينتسب إلى أرسلان الأب في ياسى. أستند أرسلان بابا دائماً على الاشاره الروحية التي أعطاه إياه نبى الإسلام محمد المصطفى صلى الله عليه وسلم أتياً إلى ياسى والتقاءه بأحمد يسوى وأستلامه امانات التي سلمها له نبى الإسلام محمد المصطفى وأهتم بتربيته وفقا لذلك.
عقب وفاه والده خواجه الشيخ إبراهيم ووالده الروحى أرسلان بابا، اتم تعليمه بكنف خواجه يوسف الحمدانى المزعوم بأنه شيخ الطرق قلندرية- الطريقة النقشبندية - ملامتية في سمرقند وبخارى. والحقيقة أن في عمل يسوى المسمى فكرنامه تقع بين المعلومات الوارده فيه الشخصيات المهمة المنسوبه إلى الطرق قلندرية - ملامتية مثل قطب الدين حيدر، أحمدى جامى نامق، وشقيق بلحى. حتى أن قطب الدين حيدر من المريدين الأكثر شهره للقلندرية أعتباراً من القرن الثانى عشر وهو مؤسس الحيدريه.
ذكر بعض الأشخاص المنتسبين إليه يحملون لقب خواجه وهو أيضاً نفس أسمه وجميعهم من نسل الإمام محمد الباقر بن علي بن الحسين السجاد زين العابدين في سايرام. لهذا السبب هوجا أحمد يسوى يشار إليه ب العبد خواجه أحمد.

### انتقال الإرشاد
عقب وفاه خواجه يوسف الحمدانى أنتقل الأرشاد أولاً إلى عبد الله البركى وبعد ذلك للشيخ حسن الأنضاكى. وبعد وفاه الأنضاكى في عام 1160 بقى الإرشاد عند أحمد يسوى.
بعد ذلك بفتره عاد إلى ياسى بهدف نشر الإسلام في تركستان ناقلاً مقام الإرشاد لعبد الخالق جوجد فانى بناءاً على ماوصاه به الشيخ يوسف الحمدانى عندما كان مرشداً.
انظر أيضاً:الطريقة النقشبندية-خواجه يوسف الحمدانى وعبد الخالق غجودانى

### العمل العظيم ديوان الحكمة
المادة الاساسيه: ديوان الحكمة.
قد تبنى أحمد يسوى بكتابه المسمى الحكمة الذي جمع بعد قرون، من خلال أشعار الحكمة تسهيل الإسلام للأتراك. لهذا السبب أختار الدين الإسلامى والتقليد التركى انه المسار السليم إلى الإيمان وأسلوب الحياه. وقُبل أحمد يسوى أنه مؤسس الطريقة اليسويه وعرف المجتمع التركى حديثا أتجاه التراث الدينى.

### تأثيره على المجتمع
القرن العاشر الذي بدأ فيه إسلام شعب أتراك تركستان أصبح نقطه تحول تاريخيه لعالم الترك. وأعتباراً من هذا القرن اعتنق الأتراك الإسلام. كان أحمد يسوى سلطان شريعه الإسلام من ناحيه كان يحاول تعليم أركان وأداب الطريقة وأساسيات التصوف أخذ على عاتقه من ناحيه أخرى نشر حب أهل البيت ووضعها في مكانها، وترغيب الأتراك في الإسلام. قُبلت أشعار الحكمة على أنها من وسائل التدريب فقد قيلت بدون أن تحمل مخاوف الفن والأبعاد الغنائيه. وعلى الرغم من أن يسوى كان على درايه تامه باللغة العربيه والفارسيه قد قد أعماله باللغة الفارسيه. وقد علق الاديب يحي كمال بياتلي بخصوص أحمد يسوى على النحو التالى: «من هذا أحمد يسوى؟ ستبحثون. وتجدوه هو أصل قوميتنا» 

### ضريحه
المادة الاصليه: ضريح خوجة أحمد يسوي.
أسس ضريحه من قبل تيمورلينك بين عامى 1389 و1405 في مدينه تركستان جنوب كازاخستان. وفي عام 2002 .قُبل على أنه أثر تاريخى عالمى من قبل اليونسكو. تم ترميم مقبره أحمد يسوى من جديد من قبل الجمهورية التركيه بإبداعات TİKA.

### أعماله
• أشعار ديوان الحكمة: يحتوى الكتاب على أقدم وأشهر وأهم أداب التصوف التركى.
• عقيده: العمل الرئيسى الذي تناول أركان الإسلام.
• فكرنامه: كُتب من قبل تلاميذه وأنتسب إليه.

## الوافدين إلى الأناضول بعد وفاه احمد يسوى
استمر انتشار فكر أحمد يسوى قبل وفاته وفاته وبعد وفاته بمجئ مريديه ومؤيديه إلى الأناضول والمناطق الأخرى أعتباراً من القرن الثانى عشر. ومن المعروف أن أبناء ذاكير وأبناء بيدر هم أكبر ممثليه. يوجد أيضا في أيامنا هذه ممثليه من أبناء ذاكير في تركيا موجود منهم حوالى سبعين ألف في تركمانستان. ومن الممكن ان يعد من بين أهم خلفائه الاخرين منصور عطا، عبد المالك عطا، سليمان حكيم عطا، تاج خواجه وزنجى عطا

### وفقاًلأوليا چلبىبعض أعضاء ودارويش اليسويه المشهورين
على النحو التالى بعض من دراويش اليسويه - البكتاشيه الذين حددهم أوليا جلبي في سياحه نامه: صارى صالتوك في الروملي، داميرجى بابا في دليورمان، أڤشار بابا في نيازاباد، بيردادا في مارزيفون، أق ياظلى في فارنا باتوفا بلغاريا، جايكلى بابا في بورصة، عبد الله موسى، حورس بابا في أسطنبول أونكابان، أمير چين عثمان في يوزغات، جاى جاى دادا في توكات، الشيخ نورسات في زيلا، حاج بكتاش ولي في نوشهر، بابا إلياس في أماصيا. أحمد يسوى المعروف بالتزامه الشديد بالشريعة الإسلاميه والسنه النبويه وأستطاعته التوفيق بسهوله بين الشريعة والطريقة، وأستقرار طريقته اليسويه وأنتشارها بسرعه بين المجتمع التركى، فلو قبل تأثيرها الشديد على المجتمع والطرق المكونه من العلاهيون في الأصل والتي ظهرت بعد ذلك مثل الطريقة الوفائيه، البابيه، الحيدريه وبكتاشية فإنه لايمكن الجزم ان الشخصيات المذكوره اعلاه منسوبون إلى اليسويه. لا يمكن إنكار تأثر هؤلاء الدراويش بخوجة أحمد يسوي.
انظر أيضاً: الطريقة الوفائيه، البائيه، الحيدريه وبكتاشية.